# Charlotte de Berry
Charlotte de Berry (Inghilterra, 1636 – ...) fu un capitano pirata donna.

## Biografia
Charlotte in età adolescenziale si innamorò di un marinaio e contro il volere dei suoi genitori decise di sposarlo. Travestitasi da uomo, lo seguì a bordo della sua nave, combattendo al suo fianco. La sua vera identità fu scoperta da un ufficiale di bordo che, desideroso di possederla, iniziò ad assegnare a suo marito i compiti più pericolosi. Tale impresa a nulla valse, dato che il marinaio sopravvisse grazie all'aiuto della moglie. Indispettito dalla situazione, l'ufficiale di bordo accusò il marito di Charlotte di ammutinamento, sapendo che la parola di ufficiale non poteva essere messa in discussione da un semplice marinaio. Il giovane fu ritenuto colpevole e messo a morte tramite fustigazione. L'ufficiale tentò nuovamente di far sua Charlotte, ma fu respinto. Quando la nave attraccò al porto, Charlotte uccise l'uomo e fuggì, vestita nuovamente da donna.
Decise quindi di lavorare sulla banchina, dove fu rapita da un capitano di una nave da carico. La giovane fu forzata a sposare il capitano e seguirlo nei suoi viaggi in Africa. Per sfuggire dal marito, che era solito stuprarla, Charlotte si guadagnò il rispetto dell'equipaggio, spingendoli all'ammutinamento, durante il quale decapitò il marito e divenne il nuovo capitano della barca. Dopo anni di pirateria, si innamoro di uno spagnolo, Armelio Gonzalez. Tuttavia la nave naufragò e dopo giorni di fame, i superstiti si diedero al cannibalismo, fino a quando non furono salvati da una nave olandese. In seguito la nave venne attaccata dai pirati, ma Charlotte, Armelio e l'equipaggio la difesero coraggiosamente, respingendo l'attacco. Mentre tutto l'equipaggio festeggiava per la vittoria, Charlotte si lanciò a mare per raggiungere il marito morto. Nessuno è a conoscenza delle sorti della donna.

## Background
Le prime notizie riguardanti Charlotte de Berry provengono dal 1836, a distanza di due secoli dalla sua nascita, comparendo nell'opera Storia dei pirati di Edward Lloyd.
Molti degli incidenti inclusi nella storia hanno dei parallelismi con altri eventi e storie dell'inizio del XIX secolo. Fin dal 1836, la storia di Charlotte è apparsa in una serie di libri, ma si tratta di storie riadattate dell'originale.